# 日本国憲法第11条
日本国憲法 第11条（にほんこく（にっぽんこく）けんぽう だい11じょう）は、日本国憲法の第3章にある条文で、基本的人権の享有について規定し、第12条・第13条とともに、人権保障の基本原則を定めている。

## 条文
日本国憲法 - e-Gov法令検索

第十一条国民は、すべての基本的人権の享有を妨げられない。この憲法が国民に保障する基本的人権は、侵すことのできない永久の権利として、現在及び将来の国民に与へられる。

## 解説
基本的人権に関する総論的規定である。具体的な人権に関する規定は日本国憲法第13条以下に列挙されるほか、解釈により認められた人権も一般に憲法が認める基本的人権として把握される。内容は日本国憲法第97条と重複すると考えられているが、どちらかの条文が削除されなかった理由は日本国憲法第97条の項目を参照されたい。
人権が憲法や天皇から恩恵として与えられたものではなく、人間であることにより当然に有するとされる権利であることを人権の固有性と呼ぶ。
「現在及び将来の国民に与えられる」ものと規定しているのは、この趣旨を表しており、「与えられる」とは、天、造物主（神）、自然から信託ないし付与されたものということで、生まれながらに有することを言う。
このような考え方の淵源は1776年のアメリカ独立宣言の「すべての人間は平等に造られ、造物主によって一定の譲り渡すことのできない権利を与えられており、そのなかには生命、自由および幸福の追求が含まれている」という宣言などに求められる。
「侵すことのできない永久の権利」とは人権の不可侵性を表しており、人権が原則として公権力によって侵されないということを意味する。なお、人権の不可侵性は、人権が絶対無制限であることを意味するものではなく、フランス人権宣言第4条に「自由は、他人を害しないすべてのことをなし得ることに存する」とあるように人権は社会的なものであり、一定の限界を有する。その限界は人権と公共の福祉の問題として議論されている。
人権は近代民主主義の発展とともに欧米に発した概念であるが、その基本にキリスト教の思想がある。日本国憲法13条にある「すべて国民は個人として尊重される」と規定されるような条項が意味をもつには、個人は万能たる神に対峙しており神の目によって、おのずから制約原理が存するという前提条件が必要であることが指摘されている。
「個人の尊重」のみが独り歩きし、「個人の放縦」にゆきつきかねない進歩的といわれる憲法学者らの解釈は戦後における人権概念の基本的問題の原因であるとが指摘されている。

## 沿革

### アメリカ独立宣言
われわれは、以下の事実を自明のことと信じる。すなわち、すべての人間は生まれながらにして平等であり、その創造主によって、生命、自由、および幸福の追求を含む不可侵の権利を与えられているということ。

### 大日本帝国憲法
なし

### 憲法改正要綱
「憲法改正要綱」、国立国会図書館「日本国憲法の誕生」。

十日本臣民ハ本章各条ニ掲ケタル場合ノ外凡テ法律ニ依ルニ非スシテ其ノ自由及権利ヲ侵サルルコトナキ旨ノ規定ヲ設クルコト

### GHQ草案
「GHQ草案」、国立国会図書館「日本国憲法の誕生」。

#### 日本語
第九条日本国ノ人民ハ何等ノ干渉ヲ受クルコト無ク一切ノ基本的人権ヲ享有スル権利ヲ有ス
第十条此ノ憲法ニ依リ日本国ノ人民ニ保障セラルル基本的人権ハ人類ノ自由タラントスル積年ノ闘争ノ結果ナリ時ト経験ノ坩堝ノ中ニ於テ永続性ニ対スル厳酷ナル試練ニ克ク耐ヘタルモノニシテ永世不可侵トシテ現在及将来ノ人民ニ神聖ナル委託ヲ以テ賦与セラルルモノナリ

#### 英語
Article IX.The people of Japan are entitled to the enjoyment without interference of all fundamental human rights.
Article X.The fundamental human rights by this Constitution guaranteed to the people of Japan result from the age-old struggle of man to be free. They have survived the exacting test for durability in the crucible of time and experience, and are conferred upon this and future generations in sacred trust, to be held for all time inviolate.

### 憲法改正草案要綱
「憲法改正草案要綱」、国立国会図書館「日本国憲法の誕生」。

第十国民ハ凡テノ基本的人権ノ享有ヲ妨ゲラルルコトナキモノトシ此ノ憲法ノ保障スル国民ノ基本的人権ハ永遠ニ亙ル不可侵ノ権利トシテ現在及将来ノ国民ニ賦与セラルベキコト

### 憲法改正草案
「憲法改正草案」、国立国会図書館「日本国憲法の誕生」。

第十条国民は、すべての基本的人権の享有を妨げられない。この憲法が国民に保障する基本的人権は、侵すことのできない永久の権利として、現在及び将来の国民に与へられる。

## 関連条文
- 日本国憲法第13条
- 日本国憲法第97条

## 他の国々の場合
- ドイツ連邦共和国基本法第1条
- 大韓民国憲法第10条

## 判例
- 最高裁判所大法廷判決昭和35年7月20日、広島市集団行進及び集団示威運動に関する条例違反、公務執行妨害被告事件。刑集14巻9号1197頁。判例検索システム、2014年8月30日閲覧。 - 憲法21条、憲法13条
- 最高裁判所第三小法廷判決昭和33年5月6日、職業安定法違反被告事件。刑集12巻7号1351頁。判例検索システム、2014年8月30日閲覧。 - 憲法13条、憲法18条、刑法18条